# Edward Pierre Wouters
Edward Pierre Wouters (Lier, 31 oktober 1836 – Lier, 15 maart 1933) was een Vlaams kunstschilder. Hij volgde zijn eerste lessen aan de academie in Lier. In 1853 ging hij naar de academie in Antwerpen.
In 1861 vestigde hij zich in Brussel en werd in 1867 belast met de uitvoering van twee altaarstukken door het ministerie van Schone Kunsten. In 1884 volgde hij J.B. de Weert op als bestuurder van de Lierse Academie.